# Vera (Oklahoma)
Vera – miasto w Stanach Zjednoczonych, w stanie Oklahoma, w hrabstwie Washington.